# Enderleinellus zonatus
Enderleinellus zonatus – gatunek wszy należący do rodziny Enderleinellidae, pasożytujący na wiewiórkowatych powoduje chorobę wszawicę. Typowym żywicielem jest wiewiórka Paraxerus jacksoni capitis.
Samica długość 0,6 mm, samiec mniejszy 0,5 mm. Silnie spłaszczona grzbietowo-brzusznie. Samica składa  jaja zwane gnidami, które są mocowane specjalnym "cementem" u nasady włosa. Rozwój osobniczy trwa po wykluciu się z jaja około 14 dni.
Występuje na terenie Kenii w Afryce.